# Dzina Sazanawiec
Dzina Wiktarauna Sazanawiec (biał. Дзіна Виктараўна Сазанавец, ros. Дина Викторовна Сазановец, Dina Wiktorowna Sazanowiec; ur. 25 października 1990 w Kliczewie) – białoruska sztangistka.
W 2010 została brązową medalistką juniorskich mistrzostw świata w wadze do 63 kg z wynikiem 212 kg (94+118). Zajęła także 5. miejsce na mistrzostwach Europy w tej samej wadze, uzyskując wynik 208 kg (93+115). W 2011 zajęła 4. miejsce na mistrzostwach Europy w wadze do 69 kg z wynikiem 223 kg (98+125), a także była 11. na mistrzostwach świata w tej samej wadze z wynikiem 229 kg (103+126). W 2012 wystąpiła na igrzyskach olimpijskich w Londynie w wadze do 69 kg i zajęła 4. miejsce z wynikiem 256 kg (115+141). W październiku 2016 roku została zdyskwalifikowana i pozbawiona medalu, po tym jak w jej organizmie wykryto doping. Był to jej jedyny start olimpijski.
W 2013 została wicemistrzynią Europy w wadze do 69 kg z wynikiem 252 kg (112+140) oraz wywalczyła brąz mistrzostw świata w tej samej wadze z wynikiem 259 kg (116+143). W plebiscycie na najlepszego sportowca Białorusi 2013 uplasowała się na 9. pozycji. W 2014 została mistrzynią Europy w wadze do 69 kg z wynikiem 245 kg (115+130). W 2015 ponownie wywalczyła złoty medal mistrzostw Europy w tej samej wadze z wynikiem 255 kg (115+140).